# Geopark Platoul Mehedinți

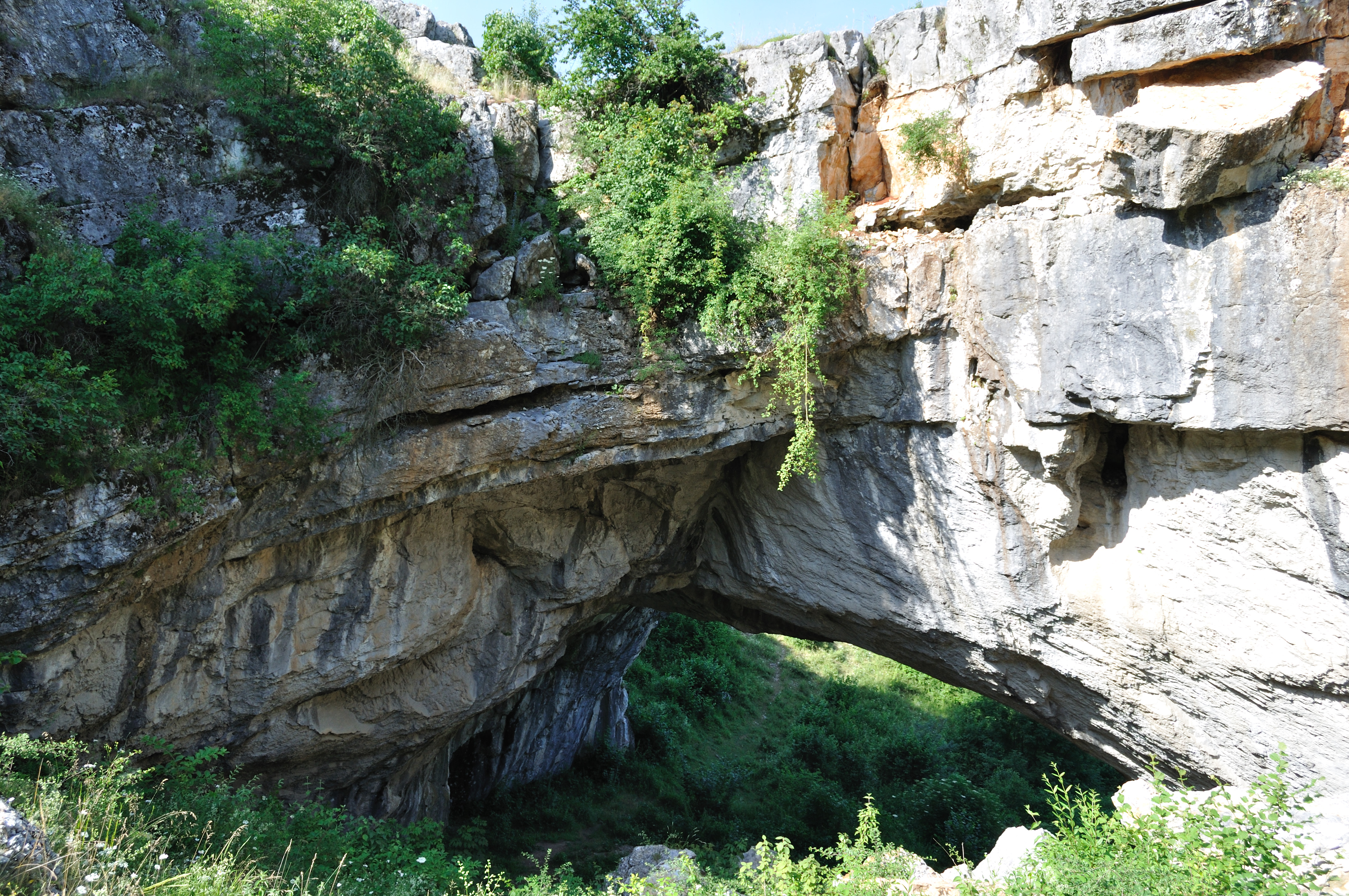

Geopark Platoul Mehedinți (Roemeens: Geoparcul Platoul Mehedinți) is een natuurpark en geopark in Roemenië. Het park is 106,5 hectare groot en werd opgericht in 2005. Het natuurpark omvat het Mehedinți-plateau met karstverschijnselen.